# Joya (India)
Joya is een nagar panchayat (plaats) in het district Amroha van de Indiase staat Uttar Pradesh.

## Demografie
Volgens de Indiase volkstelling van 2001 wonen er 13.340 mensen in Joya, waarvan 53% mannelijk en 47% vrouwelijk is. De plaats heeft een alfabetiseringsgraad van 45%.